# Nicolás Capaldo
Nicolás Capaldo Taboas (Santa Rosa, La Pampa, Argentina, 14 de septiembre de 1998) es un futbolista argentino que juega de centrocampista o defensa y actualmente se encuentra en el Hamburgo de la Bundesliga de Alemania.

## Trayectoria
En el 2015 llegaría a las inferiores de Boca, ganándose rápidamente la titularidad y la capitanía de la reserva, dirigida por Rolando Schiavi hasta principios de 2019.

### Boca Juniors
El 16 de enero del 2019 debuta en un amistoso con derrota 0-2 ante Unión de Santa Fe. Su debut oficial se daría el 24 de febrero en la victoria de Boca por 1 a 0 frente a Defensa y Justicia por la Superliga 2018-19, con gol de Carlos Tévez, entrando a los 36 minutos del complemento. El 12 de mayo de 2019, Capaldo jugaría los 90 en el empate 0-0 entre Vélez y Boca por la ida de los cuartos de final de la Copa de la Superliga. El 2 de junio, fue titular contra Club Tigre por la final de la Copa de la Superliga 2019 en Córdoba perdiendo 0-2, Capaldo se marcharía aplaudido por su gran despliegue pese a la derrota. Boca le ganaría 0-1 a Athletico Paranaense el 24 de julio, Capaldo debutaría internacionalmente sin desentonar, por la ida de octavos de final de Copa Libertadores 2019. El 31 de julio por la vuelta, Capaldo mostró un buen despliegue en el triunfo de Boca 2-0 sobre Paranaense. El 13 de agosto, Capaldo se desplegaría con buen juego en el empate de Boca 1-1 con Almagro, cayendo 1-3 en penales en Copa Argentina 2019.
El 21 de agosto del 2019 Capaldo haría un gran partido, con enorme despliegue y buen juego en la victoria de Boca 0-3 sobre Liga de Quito por cuartos de final de Copa Libertadores 2019. El 1 de octubre Capaldo tuvo una noche negra, se erraría un gol insólito y se fue expulsado en la derrota de Boca 2-0 ante River por la ida de las semifinales de Copa Libertadores 2019.

### Salzburgo
El 23 de junio de 2021 se confirmó su salida de Boca Juniors para convertirse en un nuevo refuerzo del Red Bull Salzburgo.

## Selección nacional

### Participaciones Sub-23
| Torneo                        | Sede     | Resultado | Partidos | Goles |
| ----------------------------- | -------- | --------- | -------- | ----- |
| Preolímpico Sudamericano 2020 | Colombia | Campeón   | 6        | 1     |

## Estadísticas

### Clubes
Actualizado al último partido disputado el 13 de abril de 2025.
| Club                         | Div.          | Temporada     | Liga  | Liga   | Copas nacionales | Copas nacionales | Copas nacionales | Copas internacionales | Copas internacionales | Copas internacionales | Total | Total | Total  |
| Club                         | Div.          | Temporada     | Goles | Asist. | Part.            | Goles            | Asist.           | Part.                 | Goles                 | Asist.                | Part. | Goles | Asist. |
| ---------------------------- | ------------- | ------------- | ----- | ------ | ---------------- | ---------------- | ---------------- | --------------------- | --------------------- | --------------------- | ----- | ----- | ------ |
| C. A. Boca Juniors Argentina | 1.ª           | 2019          | 0     | 0      | 3                | 0                | 0                | —                     | —                     | —                     | 4     | 0     | 0      |
| C. A. Boca Juniors Argentina | 1.ª           | 2019-20       | 0     | 1      | 2                | 0                | 0                | 7                     | 0                     | 0                     | 22    | 0     | 1      |
| C. A. Boca Juniors Argentina | 1.ª           | 2020-21       | 0     | 0      | 24               | 0                | 2                | 15                    | 0                     | 0                     | 39    | 0     | 2      |
| C. A. Boca Juniors Argentina | Total club    | Total club    | 0     | 1      | 29               | 0                | 2                | 22                    | 0                     | 0                     | 65    | 0     | 3      |
| Red Bull Salzburgo · Austria | 1.ª           | 2021-22       | 3     | 4      | 6                | 2                | 0                | 8                     | 0                     | 0                     | 41    | 5     | 4      |
| Red Bull Salzburgo · Austria | 1.ª           | 2022-23       | 5     | 2      | 2                | 0                | 0                | 5                     | 1                     | 0                     | 30    | 6     | 2      |
| Red Bull Salzburgo · Austria | 1.ª           | 2023-24       | 0     | 0      | 2                | 0                | 0                | 4                     | 0                     | 0                     | 16    | 0     | 0      |
| Red Bull Salzburgo · Austria | 1.ª           | 2024-25       | 2     | 1      | 4                | 0                | 0                | 12                    | 0                     | 0                     | 38    | 2     | 1      |
| Red Bull Salzburgo · Austria | Total club    | Total club    | 10    | 7      | 14               | 2                | 0                | 29                    | 1                     | 0                     | 125   | 13    | 7      |
| Hamburgo · Alemania          | 1.ª           | 2025-26       | 0     | 0      | 0                | 0                | 0                | 0                     | 0                     | 0                     | 0     | 0     | 0      |
| Hamburgo · Alemania          | Total club    | Total club    | 0     | 0      | 0                | 0                | 0                | 0                     | 0                     | 0                     | 0     | 0     | 0      |
| Total carrera                | Total carrera | Total carrera | 10    | 8      | 43               | 2                | 2                | 51                    | 1                     | 0                     | 190   | 13    | 10     |

## Palmarés

### Campeonatos nacionales
| Título              | Equipo                   | País      | Año     |
| ------------------- | ------------------------ | --------- | ------- |
| Supercopa Argentina | C. A. Boca Juniors       | Argentina | 2018    |
| Primera División    | C. A. Boca Juniors       | Argentina | 2019-20 |
| Copa de la Liga     | C. A. Boca Juniors       | Argentina | 2020    |
| Copa Argentina      | C. A. Boca Juniors       | Argentina | 2019-20 |
| Bundesliga          | F. C. Red Bull Salzburgo | Austria   | 2021-22 |
| Copa de Austria     | F. C. Red Bull Salzburgo | Austria   | 2021-22 |
| Bundesliga          | F. C. Red Bull Salzburgo | Austria   | 2022-23 |

### Campeonatos internacionales
| Título                   | Equipo                     | Sede     | Año  |
| ------------------------ | -------------------------- | -------- | ---- |
| Preolímpico Sudamericano | Selección argentina sub-23 | Colombia | 2020 |